# Ачита (Нью-Мексико)
Ачита (англ. Hachita) — переписна місцевість (CDP) в США, в окрузі Грант штату Нью-Мексико. Населення — 52 особи (2020).

## Географія
Ачита розташована за координатами 31°54′55″ пн. ш. 108°19′31″ зх. д. / 31.91528° пн. ш. 108.32528° зх. д. (31.915370, -108.325182).  За даними Бюро перепису населення США в 2010 році переписна місцевість мала площу 1,16 км², уся площа — суходіл.

## Демографія
Згідно з переписом 2010 року, у переписній місцевості мешкало 49 осіб у 32 домогосподарствах у складі 12 родин. Густота населення становила 42 особи/км².  Було 56 помешкань (48/км²).
Расовий склад населення:
| - 87,8 % — білих - 2,0 % — чорних або афроамериканців - 2,0 % — осіб інших рас |

До двох чи більше рас належало 8,2 %. Частка іспаномовних становила 14,3 % від усіх жителів.
За віковим діапазоном населення розподілялося таким чином: 4,1 % — особи молодші 18 років, 51,0 % — особи у віці 18—64 років, 44,9 % — особи у віці 65 років та старші. Медіана віку мешканця становила 63,3 року. На 100 осіб жіночої статі у переписній місцевості припадало 133,3 чоловіків;  на 100 жінок у віці від 18 років та старших — 135,0 чоловіків також старших 18 років.
Цивільне працевлаштоване населення становило 12 особи. Основні галузі зайнятості: будівництво — 58,3 %, транспорт — 41,7 %.